# Jan Kuijt

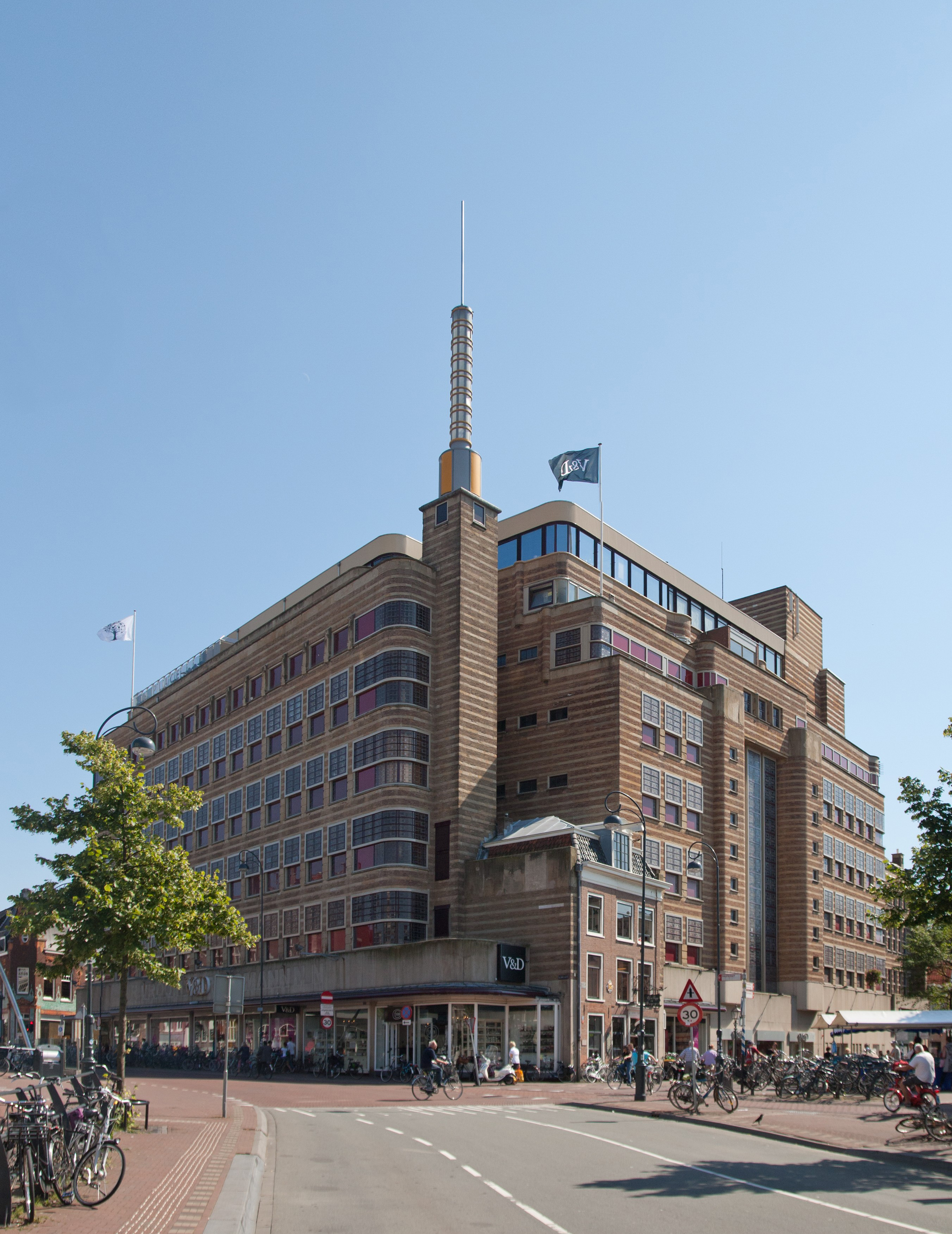
V&D-vestiging Haarlem (2012)

Johannes Theodorus Aloysius Maria (Jan) Kuijt (Amsterdam, 27 juni 1884 - aldaar, 9 februari 1944) was een Nederlands architect.

## Levensloop
Jan Kuijt werd op 27 juni 1884 in Amsterdam geboren als tweede zoon in een kinderrijk katholiek gezin. Zijn vader Wilhelmus Petrus Kuijt was commissionair in koloniale waren, gevestigd op de Prinsengracht, en zijn moeder Bernadina ter Meulen stamde van de bekende Rotterdamse manufactuurfamilie Ter Meulen. 
Kuijt bekwaamde zich in de bouwkunde, mogelijk samen met zijn toekomstige zwager Charles Estourgie, die de Industrieschool van de Maatschappij voor den Werkenden Stand in Amsterdam bezocht, kweekplaats van vele later vooraanstaande architecten. Hij trouwde in 1914 met Anna Tissot van Patot, dochter van een winkelier in herenconfectie. Ze kregen 10 kinderen. Haar oudere zuster Elisa Tissot van Patot was getrouwd met bovengenoemde Estourgie, toentertijd werkzaam bij het vooraanstaande bureau van Eduard Cuypers. 
Op jonge leeftijd werd Kuijt in 1906 lid van het Genootschap Architectura et Amicitia (A et A), dat een belangrijk aandeel had in de architectuurvernieuwing in de eerste decennia van de twintigste eeuw. Kuijt werd tot de vooruitstrevende katholieke architecten gerekend. Zijn werkzame leven valt deels samen met de opkomst en de neergang van het expressionisme in de Nederlandse architectuur, ook bekend onder de naam Amsterdamse School. Kuijt verwerkte elementen van de Amsterdamse School, maar later ook van de art deco en de nieuwe zakelijkheid in zijn ontwerpen. Het eigen idioom dat hij zo ontwikkelde, wordt wel zakelijk expressionisme genoemd. Werden zijn gebouwen door het publiek zeer gewaardeerd, bij stijlzuivere beoordelaars had hij geen goede pers, reden dat weinig over zijn werk is geschreven. Daar droeg toe bij dat hij bij een revolutionaire reorganisatie van het genootschap A et A in 1917 niet bij de zelfbenoemde voorhoede van afgevaardigde leden werd ondergebracht. 
Gezien zijn katholieke achtergrond en de culturele scheiding die de verzuiling in die tijd inhield, is het niet verwonderlijk dat Kuijts opdrachten vooral van katholieke ondernemers en religieuze instellingen afkomstig waren. Aanvankelijk waren dit vooral winkeliers in de kledingbranche. Vanaf midden jaren twintig nam zijn werk als hoofdarchitect voor V&D in omvang sterk toe. Toch was hij daar zeker niet van afhankelijk, want Kuijt had een afwisselend opdrachtenpakket, dat bankfilialen, villa's, scholen, kerken, kloosters en de Fordfabrieken aan de Hemweg in Amsterdam omvatte. Ook in de Amsterdamse volkshuisvesting was Kuijt actief; hij ontwierp diverse woningblokken voor de woningbouwvereniging Dr. Schaepman. 
Jan Kuijt woonde zijn hele leven in Amsterdam. Eerst op de Paleisstraat 8 (1914-1921), vervolgens Rokin 32 (1921-1927), P.C. Hooftstraat 15 (1927-1938) en als laatste woonadres Oranje Nassaulaan 15 (1938-1944). Hij overleed op 9 februari 1944 aan een hartstilstand en werd bijgezet in het familiegraf op de R.K. begraafplaats Buitenveldert.

## Lijst van bouwwerken
- De lijst is incompleet

| Bouw        | Naam                                           | Plaats                    | Bijzonderheden                                           | Afbeelding |
| ----------- | ---------------------------------------------- | ------------------------- | -------------------------------------------------------- | ---------- |
| 1912        | Winkelpand firma Bots, Dorpsstraat 121         | Nieuwkoop                 | De achterliggende boerderij bleef gedeeltelijk bewaard   |            |
| 1917        | Winkelpand firma H. Zumpolle, Venestraat 27-29 | Den Haag                  | Verbouwing en samenvoeging van de winkels                |            |
| 1918        | Confectiefabriek, Stadhouderskade 100-101      | Amsterdam                 | Verbouwing garage tot fabriek                            |            |
| 1920        | Bankgebouw, Kloveniersburgwal 47               | Amsterdam                 | Verbouwing 18e-eeuws pand                                |            |
| 1920        | Manufacturenzaak Haarlemmerplein 1             | Amsterdam                 | Herbouw                                                  |            |
| 1920        | Villa Niemer, Prins Hendriklaan 51             | Amsterdam                 | 1920                                                     |            |
| 1928-1929   | Onze-Lieve-Vrouw Geboortekerk                  | Halfweg                   | Verkleind in 2016                                        |            |
| 1928-1929   | Kloosterschool, Lauriergracht 37               | Amsterdam                 |                                                          |            |
| 1929        | Continentale Handelsbank, Keizersgracht 494    | Amsterdam                 | Verbouwing woonhuis tot bankgebouw                       |            |
| 1929        | Begijnhofkapel                                 | Amsterdam                 | Restauratie                                              |            |
| 1928-1930   | Vroom & Dreesmann                              | Den Haag                  | Tegenwoordig kantoorpand                                 |            |
| 1930-1932   | Vroom & Dreesmann                              | Maastricht                | Ingrijpend verbouwd in 1960-1962, 1970-1972 en 2001-2003 |            |
| 1931        | Vroom & Dreesmann                              | Dordrecht                 |                                                          |            |
| 1932-1934   | Vroom & Dreesmann                              | Amsterdam                 |                                                          |            |
| 1933        | Vroom & Dreesmann                              | Haarlem                   |                                                          |            |
| 1933        | Vroom & Dreesmann                              | Utrecht (Choorstraat)     | Nieuwe vleugel bij bestaand winkelpand                   |            |
| 1934        | Vroom & Dreesmann                              | Amersfoort                |                                                          |            |
| 1939, circa | Vroom & Dreesmann                              | Utrecht (Lange Viestraat) | Afgebroken rond 1974                                     |            |
| 1939        | Vroom & Dreesmann                              | Enschede                  |                                                          |            |